# Helms Alee
Helms Alee est un groupe américain de noise rock, originaire de Seattle, Washington DC. 

## Histoire
Le groupe est formé en 2007, et basé à Seattle. Helms Alee est composé de Ben Verellen, ancien membre de Harkonen et Roy,,,,. « Helms Alee » est un terme nautique en anglais, inclus dans les commandes pour virer de bord un voilier.
En 2023, Helms Alee compte six albums, Night Terror (2008) et Weatherhead (2011) chez Hydra Head Records, et Sleepwalking Sailors (2014), Stillicide (2016), Noctiluca (2019) et Keep this Be the Way (2022) chez Sargent House (pour lequel le groupe a signé en 2013).

## Membres
- Dana James — guitare basse, chœurs (depuis 2007)
- Hozoji Matheson-Margullis — batterie, chant (depuis 2007)
- Ben Verellen — guitare, chant (depuis 2007)

## Discographie

### Albums studio
- 2008 : Night Terror (Hydra Head)
- 2011 : Weatherhead (Hydra Head)
- 2014 : Sleepwalking Sailors (Sargent House)[5]
- 2016 : Stillicide (Sargent House)
- 2019 : Noctiluca (Sargent House)
- 2022 : Keep this Be the Way (Sargent House)

### EP et splits
- 2007 : Helms Alee (Rome Plow)
- 2013 : All About Friends Forever: Volume 4 (indépendant)[7]
- 2013 : Helms Alee / Ladder Devils (Brutal Panda)[8]
- 2013 : Helms Alee / Tacos! (Violent Hippy)
- 2014 : Helms Alee / Young Widows 12 (Sargent House)

### Singles
- 2008 : Lionize / Truely (Hydra Head)